# Anselme Titianma Sanon
Anselme Titianma Sanon (* September 1937 in Sya) ist ein burkinischer Geistlicher, Soziologe und emeritierter römisch-katholischer Erzbischof von Bobo-Dioulasso.

## Leben
Anselme Titianma Sanon empfing am 8. September 1962 die Priesterweihe für das Bistum Bobo-Dioulasso. Nach postgradualen Studien an der Gregoriana in Rom erlangte er 1966 das Lizentiat der Dogmatik. Danach studierte er Soziologie an der École des hautes études en sciences sociales in Paris. 1970 wurde er mit einer religionssoziologischen Dissertation vom Institut Catholique de Paris zum Dr. theol. promoviert. Nach der Rückkehr in seine Heimatland war er Professor am Priesterseminar Saint Pierre-Claver in Koumi, westlich von Bobo-Dioulasso, dann dessen Rektor.
Papst Paul VI. ernannte ihn am 12. Dezember 1974 zum Bischof von Bobo-Dioulasso. Der Erzbischof von Ouagadougou, Paul Kardinal Zoungrana MAfr, spendete ihm am 5. April des folgenden Jahres die Bischofsweihe; Mitkonsekratoren waren André-Joseph-Prosper Dupont MAfr, emeritierter Bischof von Bobo-Dioulasso, und Auguste Nobou, Bischof von Korhogo. Bischof Sanon setzte sich energisch für die Afrikanisierung der römischen Liturgie ein, unter anderem, indem er die Feier der Messe des Savanes (Messe der Savannen) und der Messe des Piroguiers (Messe der Flussschiffer), zweier früher afrikanischer Vertonungen der hl. Messe, unterstützte.
Papst Johannes Paul II. erhob das Bistum am 5. Dezember 2000 zum Erzbistum und somit wurde er der erste Erzbischof von Bobo-Dioulasso. Von seinem Amt trat er am 13. November 2010 zurück.

## Schriften
- Tierce Église ma mère, ou la conversion d’une communauté paienne au Christ. Beauchesne, Paris 1972 (Diss., Institut Catholique de Paris, 1970).
- Die Neuheit des Evangeliums in einer jahrtausendealten Kirche. In: Concilium, Jg. 13 (1977), S. 393–402.
- Die universale Botschaft des Christentums und kulturelle Pluralität. In: Concilium, Jg. 16 (1980), S. 355–366.
- Kulturelle Einwurzelung der Liturgie in Afrika seit dem Zweiten Vatikanischen Konzil. In: Concilium, Jg. 19 (1983), S. 137–145.
- L’avenir de l’Eucharistie vu de l’Afrique. L’Eucharistie du Seigneur. Offrande des peuples au 21e siècle. In: Maurice Brouard (Hrsg.): Eucharistia. Encyclopédie de l’Eucharistie. Éditions du Cerf, Paris 2002, ISBN 2-204-06806-3, S. 731–733.